# Droga Mleczna
Droga Mleczna – galaktyka spiralna z poprzeczką, w której znajduje się m.in. Układ Słoneczny. Droga Mleczna nazywana jest też po prostu Galaktyką. Zawiera od 100 (według starszych szacunków) do 400 miliardów (według nowszych szacunków) gwiazd. Ma średnicę około 100 000 lat świetlnych, a dysk galaktyczny ma grubość ok. 1000 lat świetlnych.
Na niebie widziana jest jako jasna smuga opasująca niebo (pod warunkiem przebywania obserwatora w miejscu o niewielkim zanieczyszczeniu świetlnym), gdyż oglądamy dysk Galaktyki z jej wnętrza, jako że Układ Słoneczny znajduje się w pobliżu jego płaszczyzny. Droga Mleczna świeci najjaśniej w kierunku centrum, w okolicy gwiazdozbioru Strzelca. Pas Drogi Mlecznej sięga na północy do gwiazdozbioru Kasjopei, a na południu do gwiazdozbioru Krzyża Południa. Odzwierciedla to silne nachylenie płaszczyzny równika galaktycznego do płaszczyzny równika. Płaszczyzna Galaktyki jest także silnie nachylona do płaszczyzny ekliptyki, czyli orbity ziemskiej.
Droga Mleczna porusza się w kosmosie w kierunku Supergromady Lokalnej. Ta zaś przyciągana jest przez Wielki Atraktor, czyli olbrzymie skupisko galaktyk zgrupowanych w gromady i supergromady. Oddziaływanie grawitacyjne między Drogą Mleczną a Wielkim Atraktorem powoduje, że porusza się ona w kierunku jego centrum z prędkością ponad dwóch milionów kilometrów na godzinę.
Termin „Droga Mleczna” pierwotnie odnosił się do widocznego na niebie pasa światła, utworzonego z gwiazd znajdujących się na równiku galaktycznym. Według mitologii greckiej Droga Mleczna powstała z rozlanego mleka bogini Hery, która odepchnęła Heraklesa, nie chcąc go karmić.

## Wiek
W 2004 roku grupa astronomów (Luca Pasquini, Piercarlo Bonifacio, Sofia Randich, Daniele Galli i Raffaele G. Gratton) oszacowała wiek Galaktyki na podstawie pomiaru zawartości berylu w gwiazdach gromady kulistej NGC 6397 na 13,6 ± 0,8 miliarda lat.

## Budowa

Struktura Drogi Mlecznej

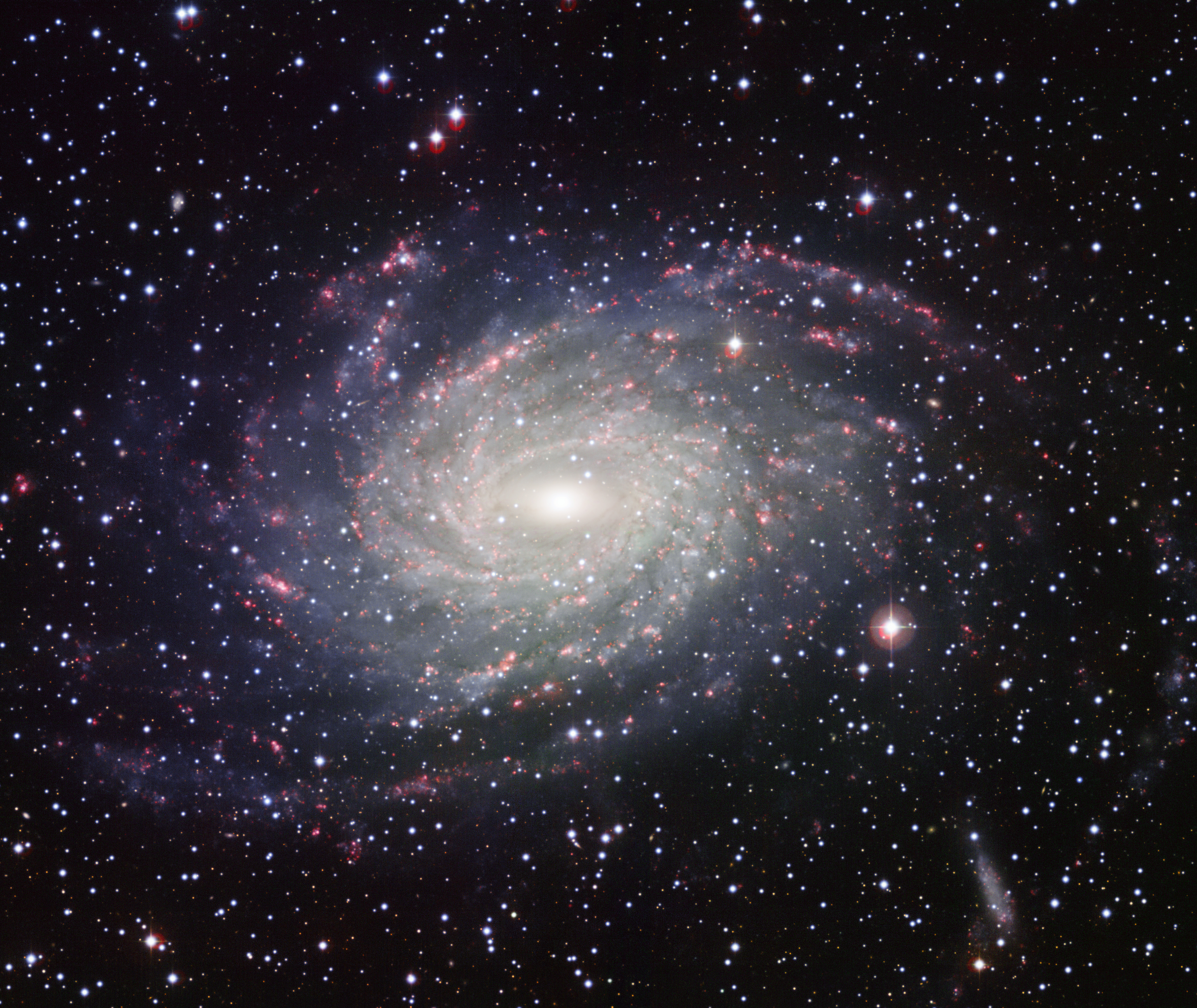
Przypuszczalnie z zewnątrz Droga Mleczna wygląda podobnie do ukazanej tu galaktyki NGC 6744, choć ma od niej dwukrotnie mniejszą średnicę

Droga Mleczna to duża galaktyka spiralna z poprzeczką o masie ok. 1012 mas Słońca. Dysk galaktyczny ma 100–120 tysięcy lat świetlnych średnicy. Droga Mleczna widziana z boku przypomina dysk z soczewkowatym zgrubieniem w części środkowej.
Centrum Drogi Mlecznej leży ok. 28 000 lat świetlnych od Słońca, a z Ziemi widoczne jest w gwiazdozbiorze Strzelca. Położenie Układu Słonecznego wewnątrz dysku galaktycznego sprawia, że badanie jej struktury jest utrudnione.
Prędkość orbitalna Układu Słonecznego wynosi ok. 268 km/s. Prędkość orbitalna gwiazd w dysku poza zgrubieniem centralnym zależy słabo od odległości od jądra (tzw. płaska krzywa rotacji) i przeważnie wynosi ponad 200 km/s. Galaktyka nie rotuje jak ciało sztywne, a jej widoczna struktura jest, tak jak u innych galaktyk spiralnych, efektem dynamicznym przypominającym nieco falę stojącą (fala gęstości).
Droga Mleczna jest najprawdopodobniej galaktyką spiralną z poprzeczką SBb lub SBc (zgodnie z klasyfikacją Hubble’a).
Znane są cztery główne ramiona Galaktyki:
- Ramię Strzelca (Ramię Strzelca-Kila)
- Ramię Węgielnicy (Ramię Łabędzia, Ramię Zewnętrzne)
- Ramię Perseusza
- Ramię Krzyża (Ramię Tarczy)

a także kilka mniejszych:
- Ramię Oriona
- Bliskie Ramię Trzech Kiloparseków
- Dalekie Ramię Trzech Kiloparseków.

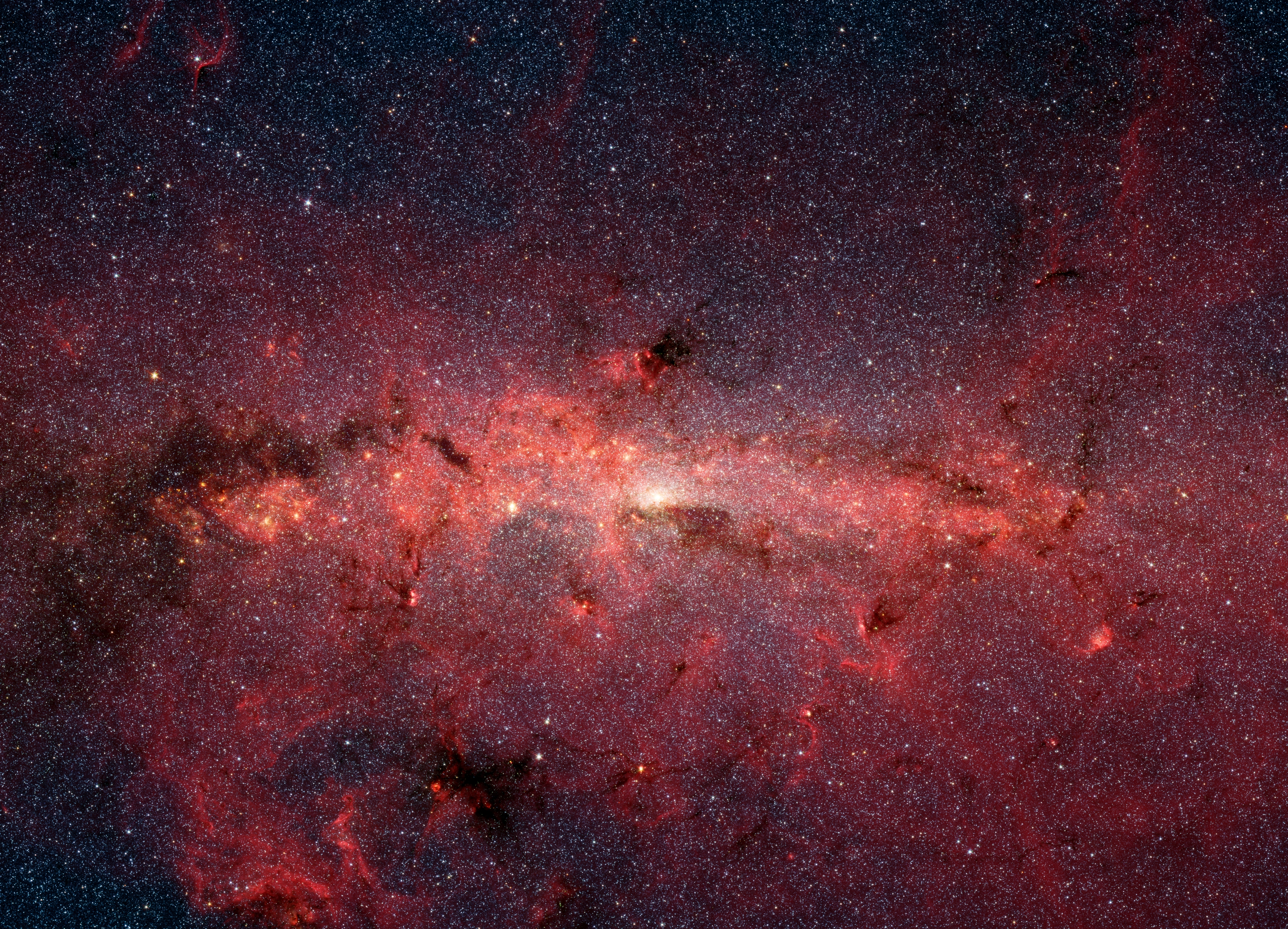
Droga Mleczna widziana w podczerwieni przez Kosmiczny Teleskop Spitzera

Ustalenie liczby ramion w Drodze Mlecznej jest utrudnione z powodu obserwowania jej od wewnątrz oraz przesłonięciu części galaktyki przez pył kosmiczny wokół jądra. Badania struktury prowadzone są za pomocą obserwacji wodoru atomowego oraz tlenku węgla. Odległość między Ramieniem Oriona a Ramieniem Perseusza (mierzona w pobliżu Słońca) wynosi ok. 6500 lat świetlnych. Ramiona można opisać spiralą logarytmiczną.
Dysk otoczony jest kulistym halo, składającym się ze starych gwiazd oraz z około 200 gromad kulistych. Promień halo może wynosić nawet 300 000 lat świetlnych (jest to odległość większa niż dzieląca nas od satelitów Drogi Mlecznej i ponad 10% odległości do Galaktyki Andromedy).
W Centrum Galaktyki znajduje się supermasywna czarna dziura, a zjawiska towarzyszące jej istnieniu manifestują się jako źródło promieniowania Sagittarius A*, a także liczne gwiazdy i pył. W 2022 roku z użyciem Teleskopu Horyzontu Zdarzeń udało się uzyskać obraz cienia horyzontu zdarzeń tej czarnej dziury. Wiadomo także, że Droga Mleczna wchłonęła mniejsze galaktyki, po których zostały grupki gwiazd odmiennych od innych w Drodze Mlecznej. Galaktyki karłowate w gwiazdozbiorze Strzelca i Wielkiego Psa są w trakcie wchłaniania.
W centralnej części poprzeczki Drogi Mlecznej, dzięki obserwacjom wykonanym przez Obserwatorium Herschela w 2011 roku, zaobserwowano pierścień przypominający kształtem symbol nieskończoności z dwoma płatami skierowanymi na boki. Te dwa płaty są dowodem, że ta nieznana wcześniej struktura jest wyraźnie skręcona. Pierścień rozciąga się na przestrzeni 600 lat świetlnych.

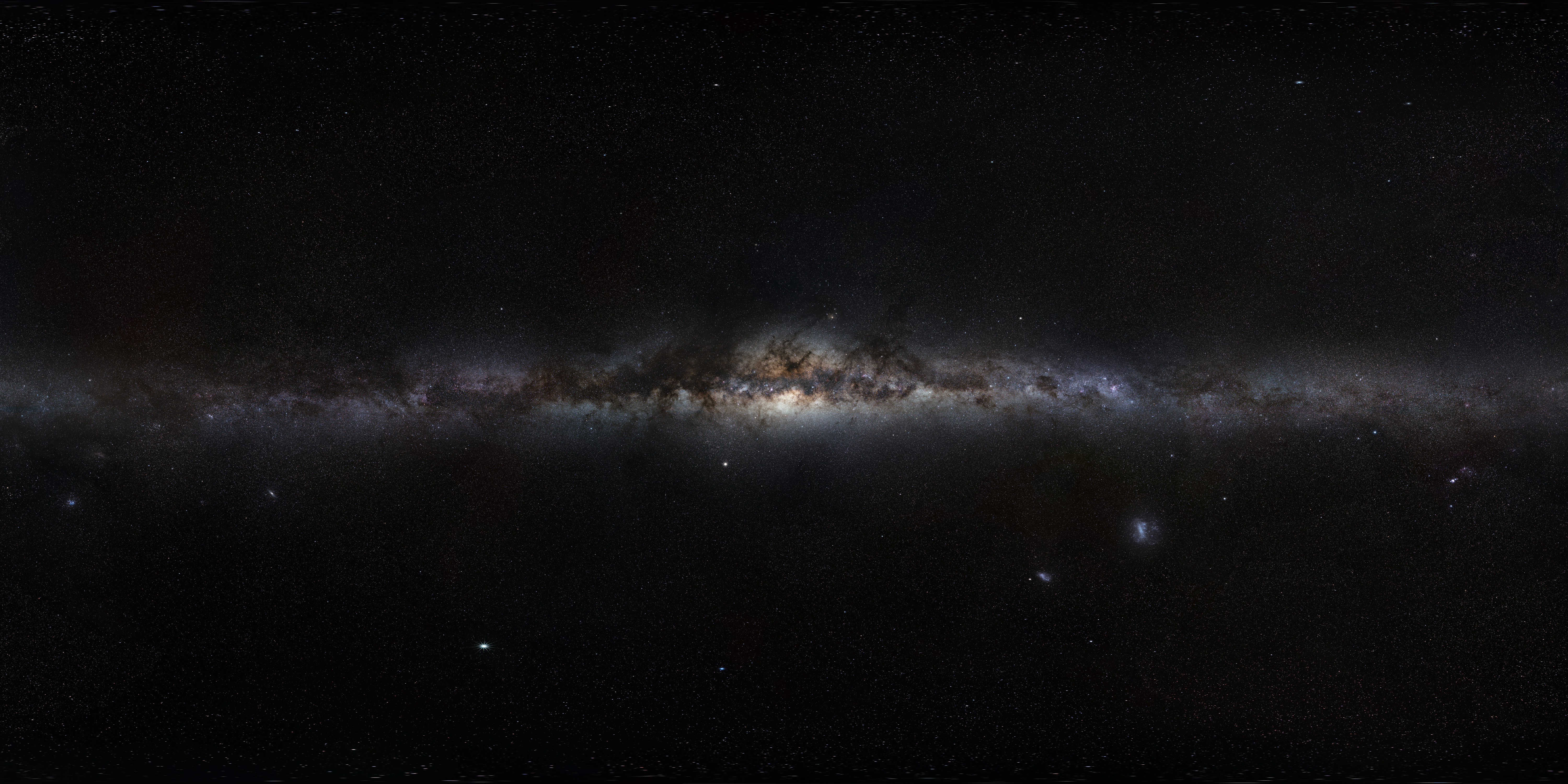
„Panorama” Drogi Mlecznej widzianej z Ziemi (ESO)

## Sąsiedztwo
Droga Mleczna, Galaktyka Andromedy oraz Galaktyka Trójkąta są głównymi elementami Grupy Lokalnej Galaktyk. Jest to zbiór co najmniej 54 galaktyk położonych blisko siebie i związanych grawitacyjnie. Większość z nich to galaktyki karłowate lub nieregularne. Wiele spośród tych pierwszych z powodu małej jasności pozostaje zapewne nieodkryta.
Najbliższą galaktyką podobną do Drogi Mlecznej jest spiralna Galaktyka Andromedy (M31), widoczna w gwiazdozbiorze Andromedy. Ma ona większe rozmiary i zawiera więcej gwiazd, ale ma mniejszą masę, co najprawdopodobniej wynika z większej ilości ciemnej materii w Drodze Mlecznej.
Przewiduje się, że z prawdopodobieństwem około 50% w ciągu najbliższych 10 miliardów lat dojdzie do zderzenia Galaktyki Andromedy z Drogą Mleczną. Zderzenie zapewne nie zniszczy Układu Słonecznego, gdyż z uwagi na wielkie odległości pomiędzy gwiazdami prawdopodobieństwo przejścia innej gwiazdy przez Układ Słoneczny lub niedaleko niego jest bardzo małe. Słońce może zostać jednak wyrzucone na daleką orbitę wokół centrum nowo powstającej galaktyki eliptycznej.